# St. Gallus (Frickenhausen)

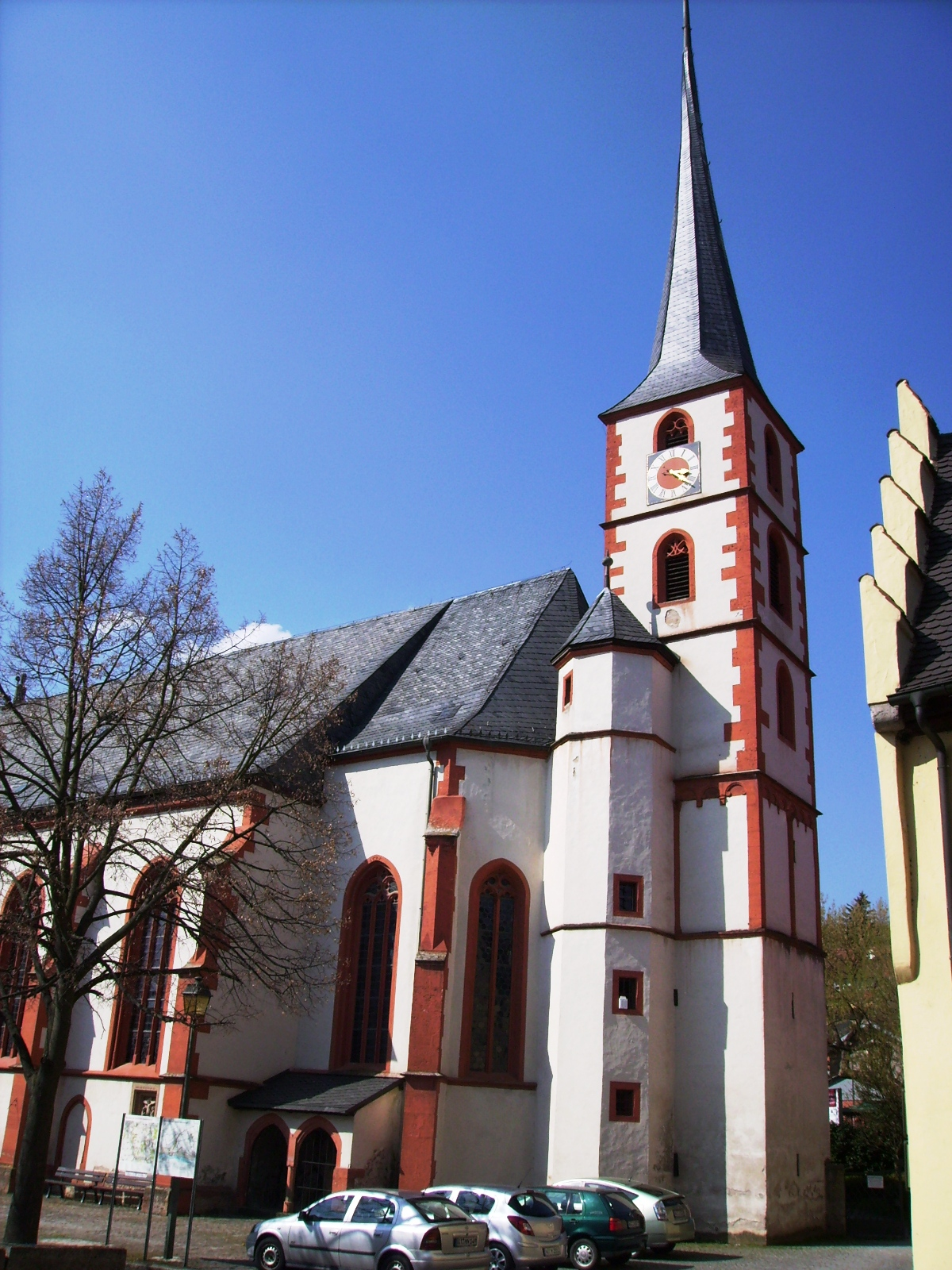
St. Gallus in Frickenhausen

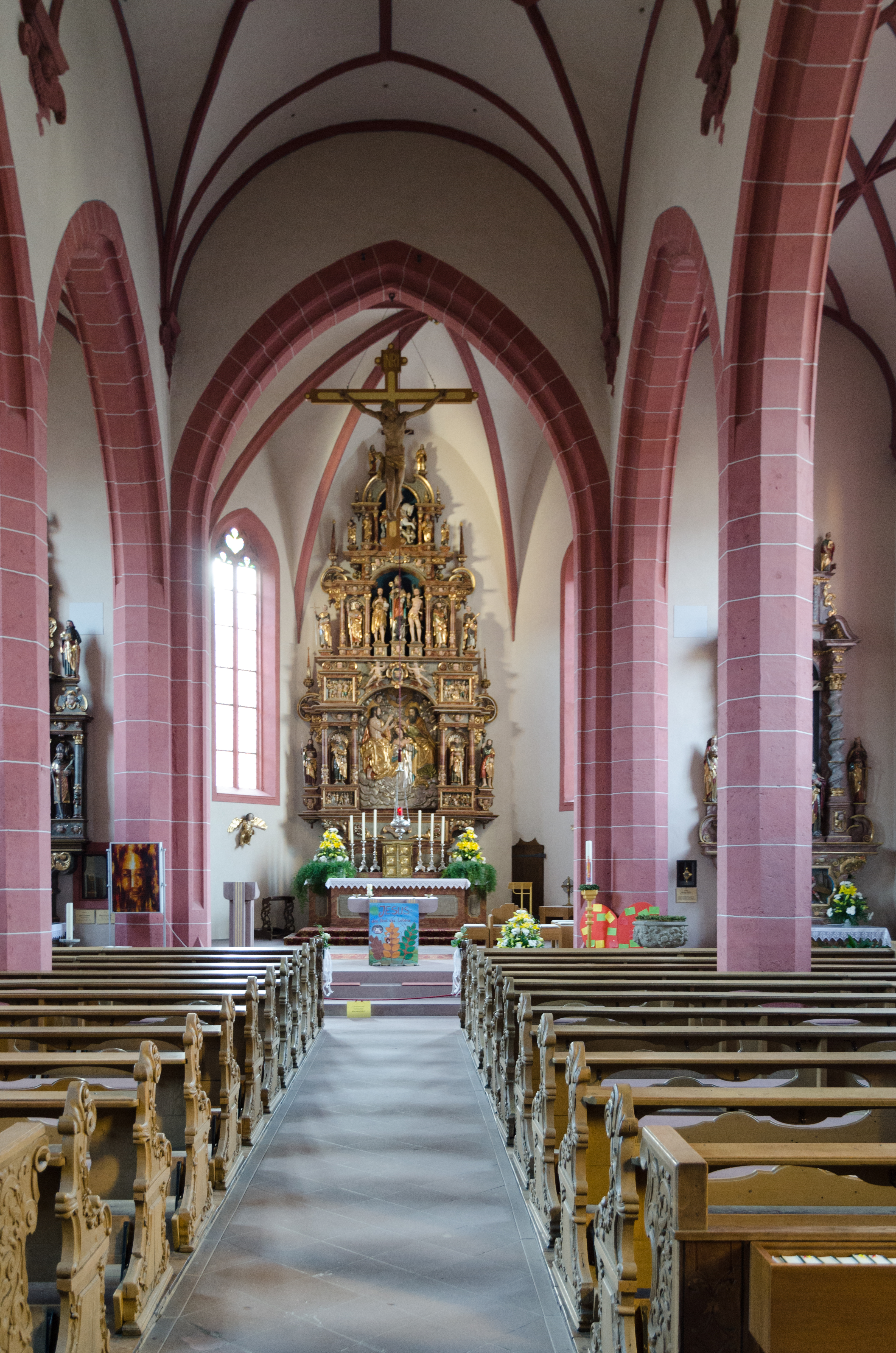
Blick zum Chor

Die römisch-katholische Pfarrkirche St. Gallus ist eine gotische Hallenkirche in der Marktgemeinde Frickenhausen am Main im unterfränkischen Landkreis Würzburg in Bayern. Sie gehört zur Kirchengemeinde St. Gallus Frickenhausen im Dekanat Ochsenfurt des Bistums Würzburg.

## Geschichte und Architektur
Eine Kirche in Frickenhausen wird 903 erstmals erwähnt. Im Jahr 1278 gehörte die Kirche dem Würzburger Stift Haug und gelangte 1406 durch Tausch gegen die Pfarrei Sulzthal an das Hochstift Würzburg, in dessen Besitz die Kirche bis 1803 verblieb.
Das Langhaus wurde in den Jahren 1514–1521 durch den Würzburger Dombaumeister Hans Bock erbaut; der Chor entstand in den Jahren 1605, in den Jahren 1613–1616 wurde das Langhaus eingewölbt. Der Turm, der in den unteren Geschossen auf den Anfang des 13. Jahrhunderts zurückgeht, wurde später mit einer Echterspitze versehen. Auf dem Westgiebel des Langhauses ist eine erneuerte Steinfigur des heiligen Gallus angebracht.
Das Bauwerk ist eine vierjochige, wohlproportionierte Hallenkirche, die im Mittelschiff mit einem Tonnengewölbe mit aufgelegtem Rippennetz auf Renaissancekonsolen geschlossen ist. Schlanke, dreibahnige Fenster mit spätgotischen Fischblasenmaßwerkformen erhellen das Innere. Die Schiffe sind durch kämpferlose, gekehlte Scheidarkaden auf Achteckpfeilern getrennt. Das Mittelschiff ist etwas höher als die Seitenschiffe, die Kirche ist eine Stufenhalle. Die Westempore mit einer kleinteiligen Maßwerkbrüstung zieht sich durch alle drei Schiffe. Die Portale sind mit spätgotischem Astwerk verziert.

## Ausstattung

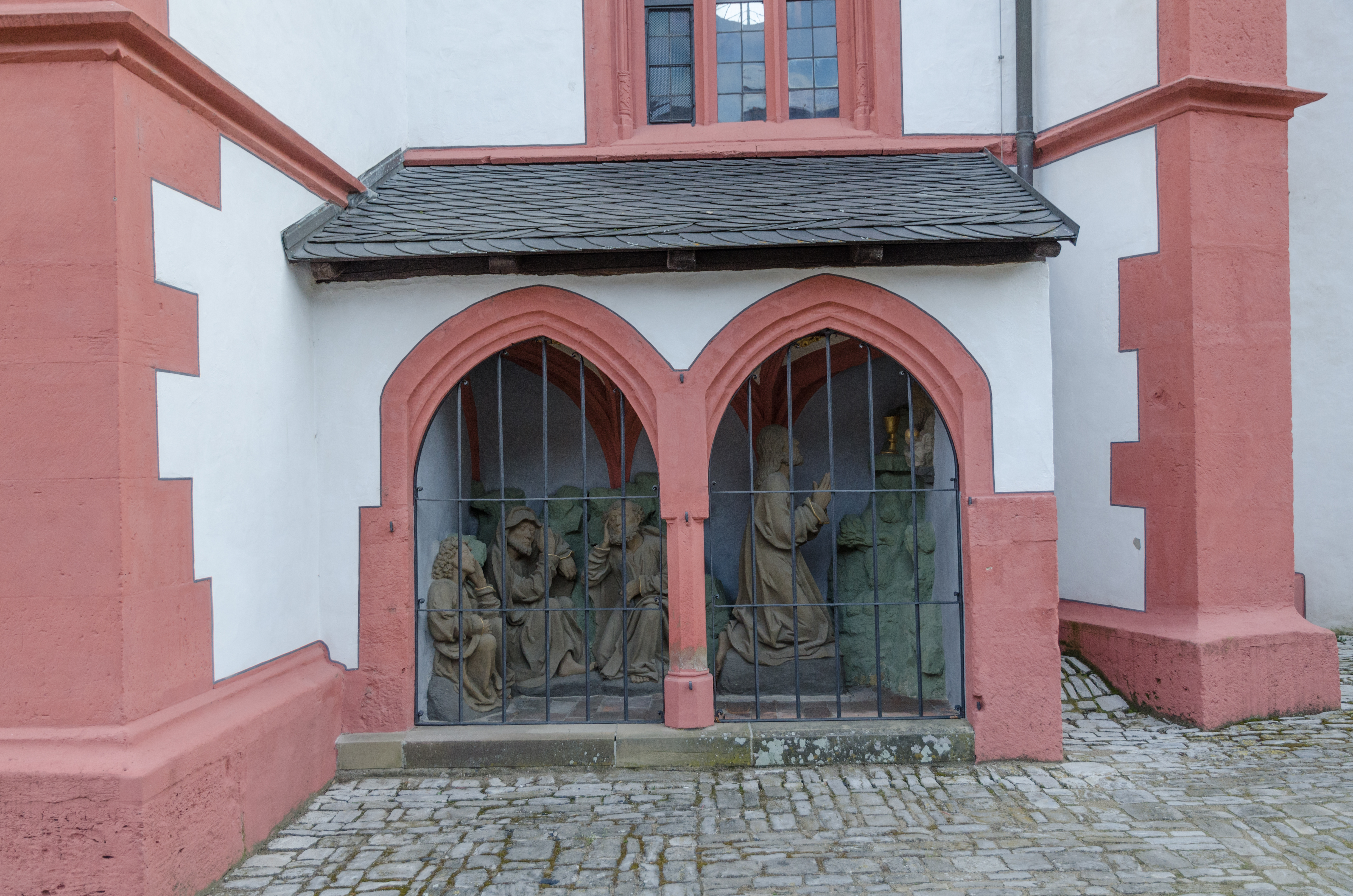
Anbau mit Ölberg

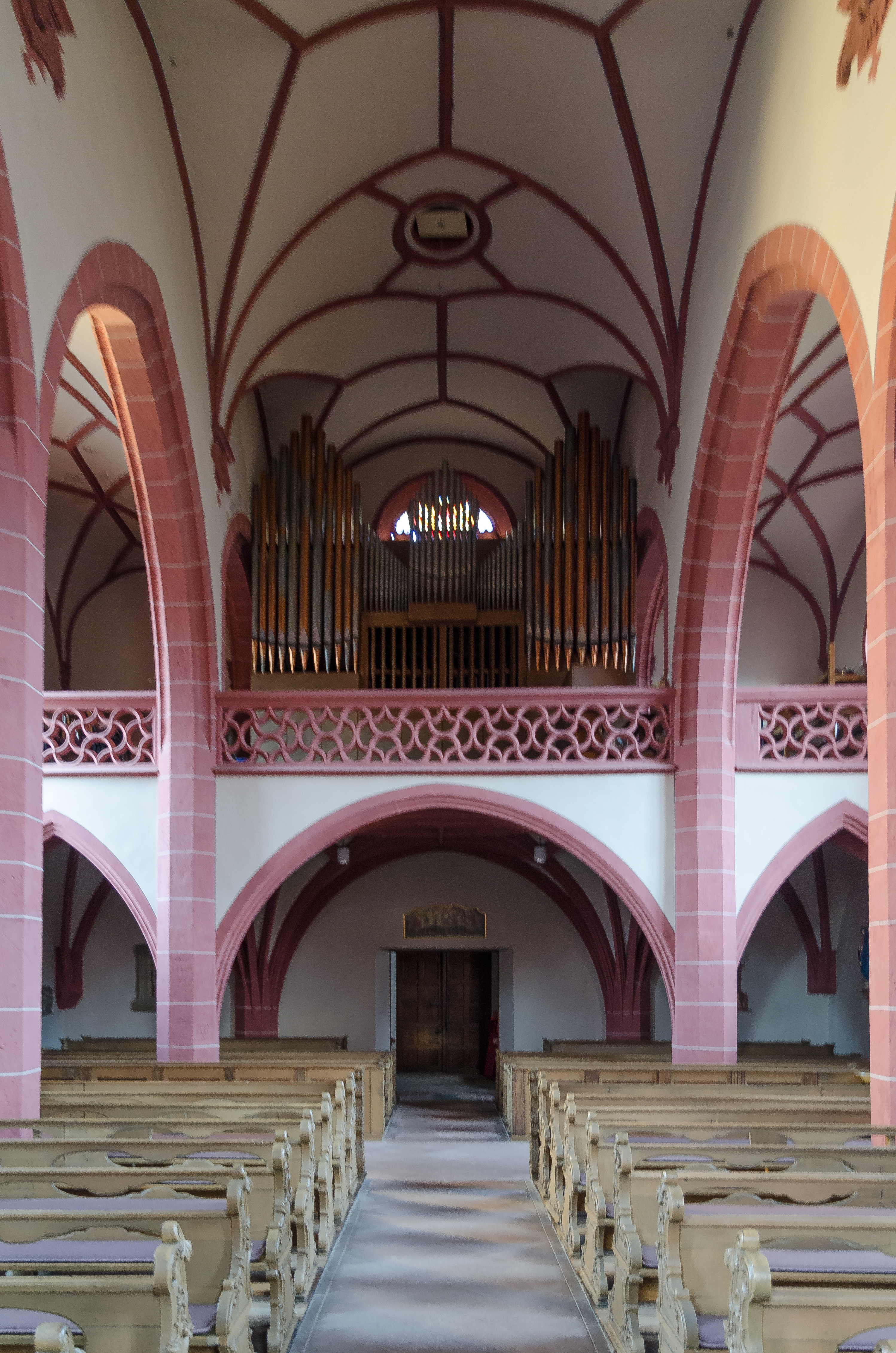
Blick zur Orgel

Der Hochaltar ist ein Werk aus dem Jahr 1617 von Georg Brenck, der zusammen mit dem Vorbild in der Andreaskirche Ochsenfurt zu den bedeutendsten Werken dieser Epoche zählt. Er besteht aus einem marmorierten, vielgliedrigen hohen Etagenbau aus Holz mit zahlreichen Skulpturen und Reliefs. Der nördliche Seitenaltar von 1620 wird ebenfalls Brenck zugeschrieben, der südliche stammt aus der Zeit um 1650.
Im Chor ist eine beachtenswerte Figur des heiligen Sebastian aus der Mitte des 16. Jahrhunderts zu finden. Zahlreiche Grabsteine und Epitaphe aus der Renaissancezeit sind erhalten. Unter anderem das Epitaph für Jörg Hoffmann und seine Frau.
In einem Anbau an der Kirche befindet sich eine Ölberggruppe vom Anfang des 16. Jahrhunderts, bei der nicht ein Engel, sondern – wie öfters in Franken – Gottvater den Kelch des Leidens an Christus übergibt.